# Đỗ Mười
Đỗ Mười, pseudonimo di Nguyễn Duy Cống (Dong Phu, 2 febbraio 1917 – Hanoi, 1º ottobre 2018), è stato un politico vietnamita.
Dal giugno 1988 all'agosto 1991 è stato Primo ministro del Vietnam. È stato nominato Segretario generale del Comitato centrale del Partito Comunista del Vietnam dal 7º Congresso nazionale nel giugno 1991 ed ha ricoperto questa carica fino al dicembre 1997.

## Biografia
Nato nel distretto Than Trì di Hanoi, lavorò in gioventù come imbianchino. Nel 1931 assunse posizioni antifasciste, che lo portarono ad entrare nel 1930 nel Partito comunista dell'Indocina e a subire nel 1941 l'arresto da parte degli occupanti francesi. Fu condannato nel 1942 a 10 anni di lavori forzati nel campo di Hoa Lo, ma evase nel 1945, quando i Giapponesi conquistarono il Vietnam scacciando i Francesi (pochi mesi dopo i Giapponesi sarebbero stati a loro volta sconfitti). Il giovane comunista combatté la guerra d'Indocina con vari incarichi militari, che culminarono nel comando militare dei vietnamiti alla battaglia di Haiphong (che vide l'ennesima vittoria sui Francesi). Fu inoltre commissario del partito per Haiphong e venne presto eletto al Comitato Centrale del Partito Comunista. Fu viceministro del Commercio (1956) e Ministro del Commercio (1958). Nel 1961 Do si ritiro dalla politica a seguito di un peggioramento delle sue condizioni di salute, lasciando ogni incarico. Fece ritorno alla cosa pubblica nel 1967. Fece da collegamento coi sovietici durante la costruzione del mausoleo di Ho Chi Minh e nel 1969 divenne viceministro e ministro delle Costruzioni nel governo di Phạm Văn Đồng.
Al IV congresso del Partito comunista fu eletto al Politburo e nel 1977 divenne vicepresidente del Comitato per il Rinnovamento di Industria e Commercio (il presidente era Nguyễn Văn Linh). Il comitato avrebbe dovuto rendere socialista l'economia del Vietnam del Sud (Piano X2) nazionalizzandone ogni fabbrica e azienda. Linh venne sostituito nel 1978 poiché accusato di aiutare i capitalisti. Do fu nominato presidente. Convinto sostenitore della più rigida economia comunista, nel 1978 fece abolire la proprietà privata in Vietnam. Durante questo periodo la linea politica contro chiunque fosse semplicemente accusato di appoggiare il capitalismo fu spietata e segnata da continui atti di violenza e repressione. Nel 1977 divenne Ministro dell'Edilizia e fu riconfermato come membro stabile al Politburo, dove venne preso sotto l'ala protettrice di Lê Duẩn.
Negli anni '80 ammorbidì le sue posizioni sull'economia, proponendo di riformare il sistema salariale ed abolire i finanziamenti alle imprese statali. Si schierò comunque contro l'ala progressista del partito, che vedeva nel suo futuro rivale Võ Văn Kiệt il più eminente rappresentante. Dopo la morte di Duan e la deposizione di Truong Chinh, Van Linh prese il potere avviando una politica di riforme (Doi Moi) socialiste. La morte del premier Phạm Hùng lo costrinse a scegliere un nuovo premier. La sfida fu tra Do Muoi e Vo Van Kiet (sostenuto dall'Assemblea Nazionale). Do muoi vinse le elezioni e divenne presidente del consiglio.

### Presidente del consiglio
Do Muoi portò avanti una politica di collettivizzazione dell'agricoltura che portò a non pochi scontri con i contadini. Egli diede sempre la colpa dei cattivi raccolti alla loro cattiva organizzazione ed intensificò i controlli nelle fattorie. In seguito alla caduta del muro di Berlino e alle continue carestie il Vietnam si trovò in grave difficoltà. Al VI Congresso del Partito Comunista Do Muoi dettò la nuova linea politico-economica.
- Incentivò le esportazioni e gli investimenti stranieri in Vietnam, nonché la tecnologizzazione del Paese.
- Eliminò i sussidi statali nell'amministrazione e gestione di capitali finanziari.
- Privatizzò le imprese statali meno efficienti.
- Incoraggiò unità produttive familiari.
- Abbassò la disoccupazione creando posti di lavoro.

### Segretario del Partito
Al VII Congresso del Partito Comunista Linh diede le dimissioni e Do Muoi fu nominato segretario. All'epoca (1991) il primo ministro era il riformista Van Kiet e il presidente il rigido conservatore Lê Đức Anh. Muoi tendeva a posizioni conservatrici, ma era più aperto alle riforme dell'intransigente Anh. Nel 1992 promulgò la Costituzione, che assegnava al segretario l'autorità suprema nella direzione della politica interna.
Si aprì una fase di egemonia conservatrice, che vide un discreto incremento dell'economia, polverizzato però dalla crisi finanziaria asiatica del 1997. Il contrasto con Van Kiet, incline alle posizioni neoliberali, si fece più acceso e portò ad un notevole rinnovamento del Politburo, con arresti eccellenti di vecchi nomi del partito.
Muoi fu incline ad alleanze coi Paesi socialisti e non allineati e venne sconvolto dalla fine dell'URSS, prendendone però atto in un discorso pubblico. Avviò inoltre rapporti diplomatici con Jiang Zemin e Li Peng, in netta riconciliazione con la Cina. Fu tentato di entrare nella nuova unione socialista proposta da Deng Xiaoping, ma prevalsero le discordie e i contrasti, con la Cina che abbandonò prestò tale idea. Furono incrementate inoltre le relazioni col Laos di Kaysone Phomivhane. La Cina iniziò poi a perforare dei pozzi lungo le coste vietnamite, suscitando lo sdegno dei capi del Partito e l'accusa di espansionismo da parte di Do Muoi. Il segretario si incontrò nel 1995 coi vertici del Partito Cinese per dirimere la questione.

### Secondo mandato e ultimi anni
Nonostante la sua rielezione nel 1996, il potere di Do Muoi si indebolì. Prese parte al Congresso Rivoluzionario a Vientiane, ma presto si dimise lasciando la carica al suo delfino Lê Khả Phiêu. I tre grandi protagonisti della stagione politica trascorsa, Anh, Kiet e Muoi furono nominati consiglieri del Comitato Centrale, carica che mantennero fino al 2001. Le dimissioni di Muoi segnarono la fine di un'epoca in Vietnam, con il progressivo indebolimento dei conservatori e l'assenza di figure egemoni di riferimento. Muoi, come il presidente Anh, è considerato una delle più eminenti figure politiche del XX secolo vietnamita.